# Geneviève Simard
Geneviève Simard (Montréal, 5 novembre 1980) è un'ex sciatrice alpina canadese.

## Biografia

### Stagioni 1996-2003
Originaria di Val-Morin, in Nor-Am Cup la Simard esordì il 27 novembre 1995 a Mont-Sainte-Anne in slalom speciale (23ª), ottenne il primo podio il 12 marzo 1996 a Mont-Sainte-Marie in slalom gigante (2ª) e la prima vittoria l'8 dicembre 1996 a Lake Louise in supergigante. Esordì in Coppa del Mondo il 19 novembre 1998 a Park City in slalom gigante, senza completare la prova, e ai Campionati mondiali a Vail Beaver Creek 1999, dove si piazzò 26ª nello slalom gigante e non completò lo slalom speciale.
Il 19 gennaio 2002 conquistò il primo podio in Coppa del Mondo, a Berchtesgaden in slalom gigante (3ª), e ai successivi XIX Giochi olimpici invernali di Salt Lake City 2002, suo esordio olimpico, si classificò 18ª nel supergigante e 7ª nella combinata. Il 14 novembre 2002 ottenne a Loveland in slalom gigante l'ultima vittoria in Nor-Am Cup e ai successivi Mondiali di Sankt Moritz 2003 si piazzò 27ª nella discesa libera, 4ª nel supergigante, 14ª nella combinata e non completò lo slalom gigante.

### Stagioni 2004-2010
Il 14 gennaio 2004 ottenne l'unica vittoria in Coppa del Mondo, a Cortina d'Ampezzo in supergigante; l'anno dopo ai Mondiali di Bormio/Santa Caterina Valfurva 2005 si piazzò 26ª nel supergigante e 8ª nello slalom gigante. Ai XX Giochi olimpici invernali di Torino 2006, sua ultima presenza olimpica, si classificò 20ª nel supergigante e 5ª nello slalom gigante; il 18 marzo dello stesso anno conquistò a Åre in slalom gigante l'ultimo podio in Coppa del Mondo (2ª).
Ai Mondiali di Åre 2007 si piazzò 20ª nel supergigante e 10ª nelo slalom gigante; nella successiva rassegna di Val-d'Isère 2009, sua ultima presenza iridata, non completò lo slalom gigante. Sempre nel 2009, il 15 marzo, ottenne l'ultimo podio in Nor-Am Cup, a Lake Placid in slalom gigante (2ª). Annunciò il ritiro nel gennaio 2010, dopo non esser riuscita a qualificarsi, anche a causa di un infortunio, ai XXI Giochi olimpici invernali di Vancouver 2010; la sua ultima gara in carriera fu lo slalom gigante di Coppa del Mondo disputato a Maribor il 16 gennaio, non completato dalla Simard.

## Palmarès

### Coppa del Mondo
- Miglior piazzamento in classifica generale: 17ª nel 2006
- 5 podi:
  - 1 vittoria
  - 3 secondi posti
  - 1 terzo posto

#### Coppa del Mondo - vittorie
| Data            | Località          | Paese  | Specialità |
| --------------- | ----------------- | ------ | ---------- |
| 14 gennaio 2004 | Cortina d'Ampezzo | Italia | SG         |

Legenda:

SG = supergigante

### Coppa Europa
- Miglior piazzamento in classifica generale: 34ª nel 2001
- 4 podi:
  - 1 vittoria
  - 2 secondi posti
  - 1 terzo posto

#### Coppa Europa - vittorie
| Data         | Località | Paese   | Specialità |
| ------------ | -------- | ------- | ---------- |
| 2 marzo 2004 | Lachtal  | Austria | GS         |

Legenda:

GS = slalom gigante

### Nor-Am Cup
- Miglior piazzamento in classifica generale: 6ª nel 1997 e nel 1999
- Vincitrice della classifica di slalom speciale nel 1999
- 16 podi:
  - 6 vittorie
  - 4 secondi posti
  - 6 terzi posti

#### Nor-Am Cup - vittorie
| Data             | Località       | Paese       | Specialità |
| ---------------- | -------------- | ----------- | ---------- |
| 8 dicembre 1996  | Lake Louise    | Canada      | SG         |
| 3 gennaio 1999   | Sugarbush      | Stati Uniti | GS         |
| 4 gennaio 1999   | Val Saint-Côme | Canada      | SL         |
| 5 gennaio 1999   | Val Saint-Côme | Canada      | SL         |
| 6 dicembre 2000  | Mont-Tremblant | Canada      | GS         |
| 14 novembre 2002 | Loveland       | Stati Uniti | GS         |

Legenda:

SG = supergigante

GS = slalom gigante

SL = slalom speciale

### South American Cup
- Miglior piazzamento in classifica generale: 40ª nel 2002
- 4 podi:
  - 3 vittorie
  - 1 terzo posto

#### South American Cup - vittorie
| Data             | Località    | Paese | Specialità |
| ---------------- | ----------- | ----- | ---------- |
| 29 agosto 2006   | La Parva    | Cile  | DH         |
| 30 agosto 2006   | La Parva    | Cile  | DH         |
| 3 settembre 2006 | El Colorado | Cile  | GS         |

Legenda:

DH = discesa libera

GS = slalom gigante

### Campionati canadesi
- 11 medaglie[2]:
  - 3 ori (slalom speciale nel 2002; slalom gigante nel 2005; slalom gigante nel 2009)
  - 7 argenti (slalom gigante nel 1999; slalom gigante nel 2001; supergigante, slalom gigante nel 2002; supergigante, slalom gigante nel 2004; supergigante nel 2005)
  - 1 bronzo (discesa libera nel 2005)